# Zabythocypris helicina
Zabythocypris helicina är en kräftdjursart som beskrevs av Rosalie F. Maddocks 1969. Zabythocypris helicina ingår i släktet Zabythocypris och familjen Bairdiidae. Inga underarter finns listade i Catalogue of Life.